# Liste der Naturdenkmale in Orlenbach
Die Liste der Naturdenkmale in Orlenbach nennt die im Gemeindegebiet von Orlenbach ausgewiesenen Naturdenkmale (Stand 13. April 2024).

## Naturdenkmale
| Nr.         | Bezeichnung        | Lage                                      | Beschreibung | Bild                                    |
| ----------- | ------------------ | ----------------------------------------- | ------------ | --------------------------------------- |
| ND-7232-523 | Eiche an der K 121 | südlich des Ortes; Flur In der Spann Lage | Quercus sp.  | Direkt Bild zu diesem Denkmal hochladen |